# Stanislas Salmon
Stanislas Salmon est un boxeur français né le à Laval, Mayenne.

## Biographie

### Débuts dans la boxe
À 9 ans, il débute la boxe éducative dans les pas de son père et son frère ainé David et avec son autre frère Yohann.
En boxe éducative, il dispute 45 assauts pour 4 défaites terminant 2 années consécutives vice-champion de France.
En amateur, il dispute 66 combats pour 56 victoires et 2 nuls terminant champion de France amateur junior en 2002.

### Boxeur professionnel
Passé dans les rangs professionnels en 2005, Stanislas remporte en 2006 le championnat de France espoirs des poids welters. En 2007, il se qualifie pour la finale du tournoi de France mais est contraint de renoncer à cause d'une fracture de la mâchoire occasionnée lors d'un combat de préparation.
En 2008, il remporte la coupe de la ligue puis devient champion de France professionnel dans la catégorie poids welters (-66,7 kg), titre qu'il défendra à 4 reprises jusqu'en 2012 où il le cède aux points face à Kamel Maachou.
Entre-temps, en 2011, il devient champion WBC Méditerranéen après sa victoire contre Carneiro par KO au 5e round.
Il se tourne alors vers le titre de l'union européenne mais s'incline par KO au 2e round face à Luciano Abis le 8 novembre de la même année. Malgré la perte du titre national contre Maachou le 16 mars 2012, Stanislas Salmon poursuit sa carrière et remporte 5 de ses 7 combats suivants entre 2013 et 2016.
Il termine sa carrière sportive en allant chercher des challenges Internationaux au Canada contre Custio Clayton, ex-boxeur olympique au niveau mondial où il s'incline par arrêt de l'arbitre. Puis il tente 2 autres expériences internationales en Pologne et en Allemagne où il s'incline aux points. Il termine sa carrière professionnelle sur ses terres à Laval face à des boxeurs français. 

### Reconversion
Stanislas Salmon met fin à sa carrière fin 2017 avec un jubilé à Laval entouré de ses ex-partenaires d'entraînement et ses amis, au cours duquel se produit son successeur au club Jordy Weiss. Il est depuis début 2020 co-président du club de boxe de Laval avec un autre ex-compétiteur du club Florian Lecourt.